# Phyllodromica chladeki
Phyllodromica chladeki är en kackerlacksart som beskrevs av Harz 1977. Phyllodromica chladeki ingår i släktet Phyllodromica och familjen småkackerlackor. Inga underarter finns listade i Catalogue of Life.